# K2-317
K2-317, EPIC 249557502 — одиночная звезда в созвездии Весов на расстоянии приблизительно 582 световых лет (около 178 парсек) от Солнца.
Вокруг звезды обращается, как минимум, одна планета.

## Характеристики
K2-317 — красный карлик спектрального класса M. Масса — около 0,403 солнечной, радиус — около 0,379 солнечного. Эффективная температура — около 3480 К.

## Планетная система
В 2020 году командой астрономов, работающих с фотометрическими данными в рамках проекта Kepler K2, было объявлено об открытии планеты K2-317 b.